# Jaja de Opobo

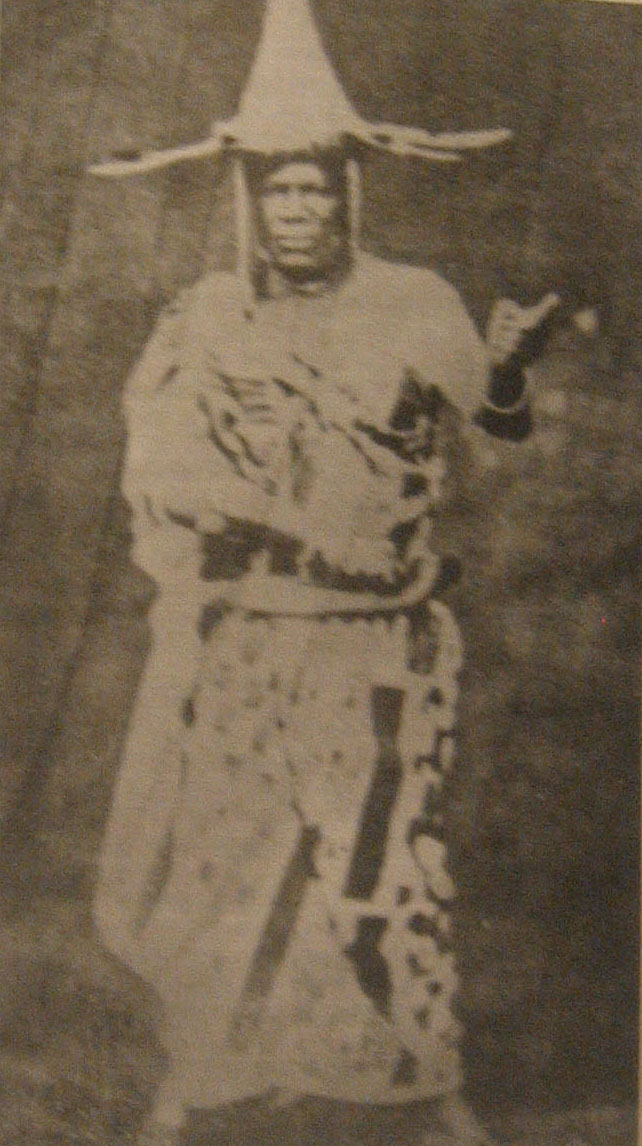

Jaja de Opobo (nombre completo: Jubo Jubogha, 1821-1891) era un príncipe mercante y el fundador de la ciudad-estado de Opobo en un área que ahora es el estado de Rivers de Nigeria. Nacido en Umuduruoha, Amaigbo, en Igboland, fue vendido a los doce años como esclavo en Bonny. Jumo Jumofe más tarde tomó el nombre de "Jaja" por sus negocios con los británicos.
Jaja demostró su aptitud para el negocio a una edad temprana, ganándose la manera de salir de la esclavitud; Fue enculturado de acuerdo con los rituales de Ijaw (Ibani) y finalmente se estableció como jefe de la Casa Anna Pepple. Bajo el liderazgo de Jaja, Anna Pepple pronto absorbió una serie de otras casas comerciales de Bonny hasta que una disputa en curso con la Casa Manilla Pepple dirigida por Oko Jumbo obligó a Jaja a separarse como ciudad-estado de Opobo en 1869.
Opobo pronto llegó a dominar el lucrativo comercio de aceite de palma de la región, y pronto fue la sede de catorce de las dieciocho casas de comercio de Bonny. Jaja también se movió para bloquear el acceso de los comerciantes británicos al interior, dándole un monopolio efectivo; a veces, Opobo incluso enviaba aceite de palma directamente a Liverpool, independientemente de los intermediarios británicos.
En la Conferencia de Berlín de 1884, sin embargo, las otras potencias europeas designaron a Opobo como territorio británico, y los británicos pronto se movieron para reclamarlo. Cuando Jaja se negó a dejar de pagar impuestos a los comerciantes británicos, Henry Hamilton Johnston, un vicecónsul británico, invitó a Jaja a las negociaciones en 1887. Cuando Jaja llegó, los británicos lo arrestaron y lo juzgaron en Acra, en la Costa de Oro (ahora Ghana) y luego lo llevaron a Londres por algún tiempo, donde conoció a la Reina Victoria y fue su huésped en el Palacio de Buckingham. Después de otra historia turbulenta, fue exiliado a San Vicente en las Indias Occidentales. También se hicieron planes para que fuera reubicado en Barbados.
En 1891, Jaja recibió permiso para regresar a Opobo, pero murió en el camino, presuntamente envenenado con una taza de té. Después de su exilio y muerte, el poder del estado Opobo disminuyó rápidamente.